# Río Paraguay
Pour l’article homonyme, voir Paraguay.
Le río Paraguay (en portugais Rio Paraguai) est un important cours d'eau d'Amérique du Sud, constituant le principal affluent du rio Paraná et coulant du nord au sud sur le territoire de quatre pays, le Brésil, la Bolivie, le Paraguay, et l'Argentine. Il est avec le Paraná la principale voie fluviale de la république du Paraguay et la seconde la plus longue du continent américain après l'Amazone. C'est une importante voie de transport maritime et un couloir commercial qui assure un lien fondamental entre l'océan Atlantique et les nations sans littoral que sont le Paraguay et la Bolivie. Son bassin a une superficie de 1 095 000 km2, soit deux fois celle de la France métropolitaine.

## Étymologie
Son nom est indiscutablement guaraní, le suffixe -y signifiant cours d'eau. L'origine de paragua est plus discutée, le plus probable étant une altération de « Payaguá », nom avec lequel les Guaranís appelaient les membres d'une ethnie d'origine pampide, du Chaco et de l'actuel Paraguay oriental, qui jusqu'au XVIe siècle habitaient la zone du confluent des cours d'eau appelés aujourd'hui Paraná et Paraguay. Ainsi le mot « Paraguay » signifierait « rivière des Payaguás » du nom de cette tribu amérindienne jadis redoutable.

## Description
Il prend naissance dans la région de Diamantino, dans le Mato Grosso au Brésil à proximité de la localité de Barra dos Bugres (qui constitue l'extrémité de son cours navigable), puis traverse les marais du Pantanal. Il fait très brièvement frontière avec la Bolivie, traverse le Paraguay où il baigne la capitale Asuncion et où une partie de son trajet fait frontière avec l'Argentine. Enfin il termine son cours en se jetant du côté droit dans le rio Paraná à Paso de la Patria, peu avant la ville de Corrientes en Argentine. Il parcourt ainsi 2 695 km.
De ce total 1 393 km sont parcourus en territoire brésilien, 48 km font la frontière entre le Brésil et la Bolivie, 332 km entre le Brésil et le Paraguay, 542 km se trouvent exclusivement en territoire paraguayen et 380 km servent de frontière entre l'Argentine et le Paraguay.
Le réseau navigable toute l'année atteint 2 200 km. On divise le cours du río Paraguay en quatre secteurs du point de vue de la navigation.
Une sécheresse historique, alimentée par le réchauffement climatique, conduit en 2020 le fleuve Paraguay à son plus bas niveau depuis cinquante ans.

## Cours inférieur
Ce secteur s'étend sur 346 km et comprend le tronçon situé entre le confluent avec le Paraná et la ville d'Itá Pirú, point situé à 45 km au sud d'Asuncion. Dans ce secteur, la rivière a une déclivité de 5 cm par km et subit un effet de stagnation de la part du Paraná lorsque ce dernier est en crue.
Des embarcations de deux mètres de tirant d'eau atteignent la ville d'Asunción durant toute l'année. Durant 75 % du temps, cette dernière est même accessible aux bateaux de 3 mètres (plus ou moins 1 500 tonnes).

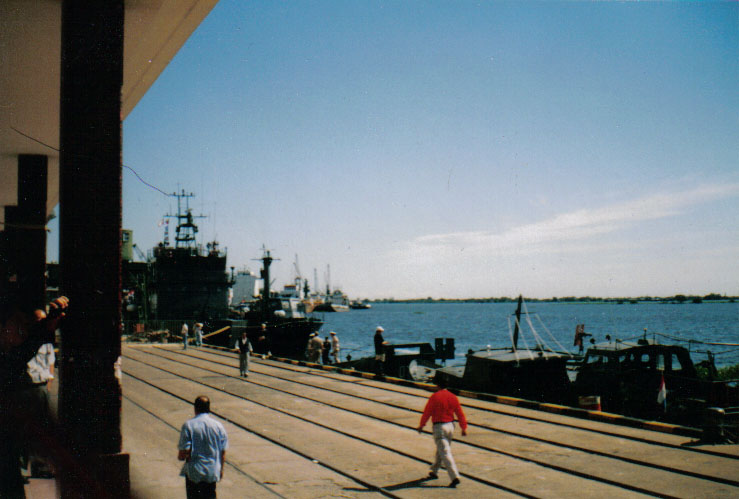
Le port fluvial d'Asunción.

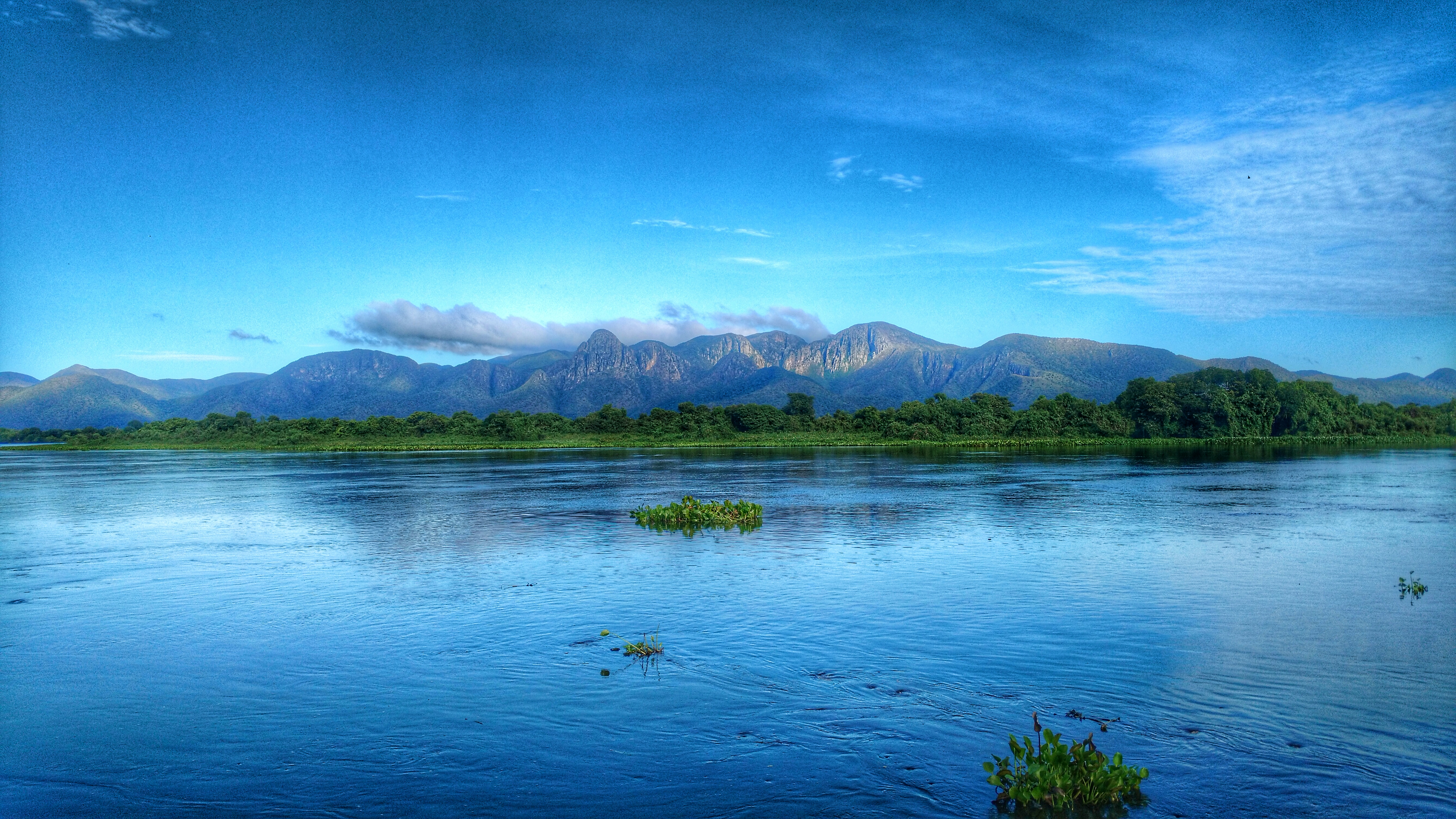
Rio Paraguay au Brésil, avec la Serra do Amolar au fond, dans le Parc national du Pantanal Matogrossense.

## Cours du Paraguay moyen
Il s'étend depuis Itá Pirú jusqu'au río Apa, à la frontière Brésil - Paraguay. La longueur de ce tronçon est de 581 km. Il présente une déclivité de 6 cm/km. Il est navigable pour un tirant d'eau de 2,40 m pendant 70 % de l'année.
C'est dans ce secteur que la navigation rencontre les plus gros inconvénients, comme des affleurements isolés, des bancs de sable, et des courbes très serrées, parfois tellement que des bateaux sont obligés de désarmer ce qui augmente les coûts.

## Cours du haut Paraguay
Ce secteur s'étend sur 1 323 km entre le río Apa et le port de Cáceres (au km 2 250 depuis son confluent). La pente moyenne n'est plus que de 3,1 cm/km et les profondeurs varient entre 4 et 10 mètres excepté dans les « bajos » et passages où la profondeur tombe à 1,50 m. Dans la zone appelée « Fecho dos Morros », la pente de la rivière passe de 2,3 à 1,3 cm/km. La vitesse du courant ralentit considérablement. Entre le río Apa et la localité de Descalvado, on trouve de bien meilleures conditions de navigation que dans la section supérieure du Paraguay moyen. Descalvado se trouve à 16° 45′ S, 57° 45′ O, à 189 km au sud de Cáceres.
Dans ce secteur il forme les plus grands marais d'Amérique : le Grand Pantanal ainsi que les « Bañados de Otuquis ». Le Brésil a fort heureusement constitué dans ce secteur le parc national du Pantanal Matogrossense, beaucoup trop exigu cependant.
Pour le Brésil, le bief situé entre Corumbá et Cáceres, d'une longueur de 720 km, est de grande importance, car les autres moyens de transport ayant accès à la région de Cáceres ne peuvent entrer en compétition avec la navigation, et ce malgré les difficultés qu'elle rencontre.

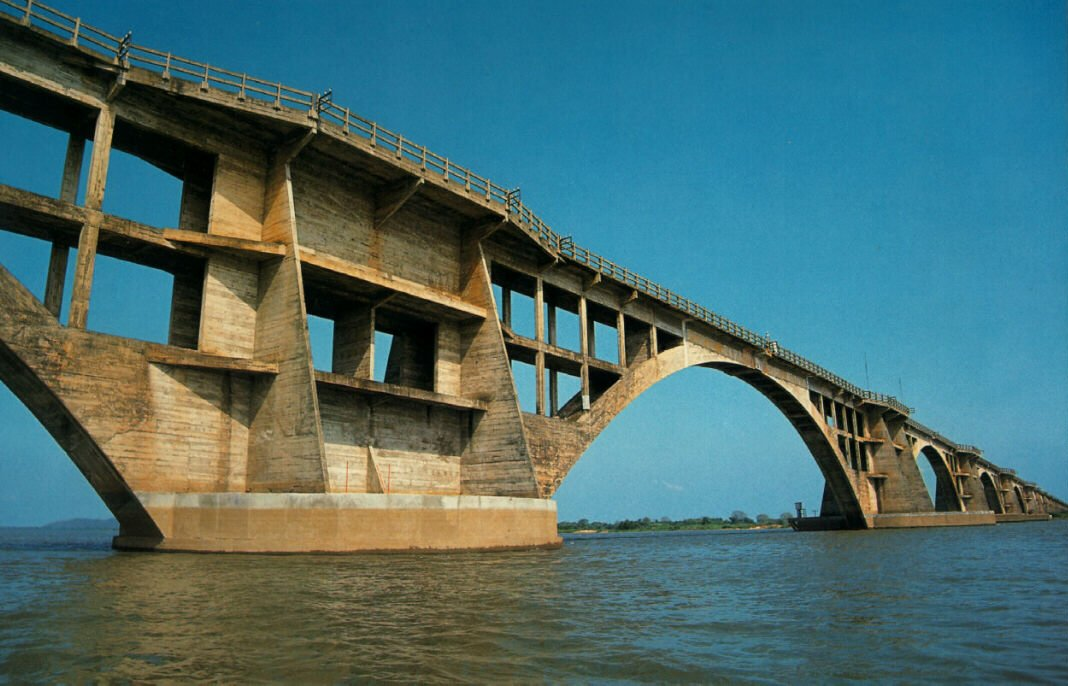
Pont de chemin de fer Eurico Gaspar Dutra sur le Paraguay à Porto Esperança (municipe de Corumbá, Mato Grosso do Sul), lien entre Brésil et Bolivie.

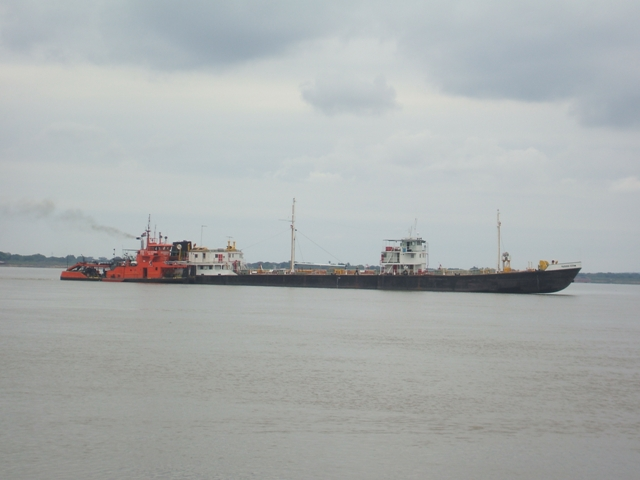
Un bateau sur le Paraguay près de la ville d'Asunción.

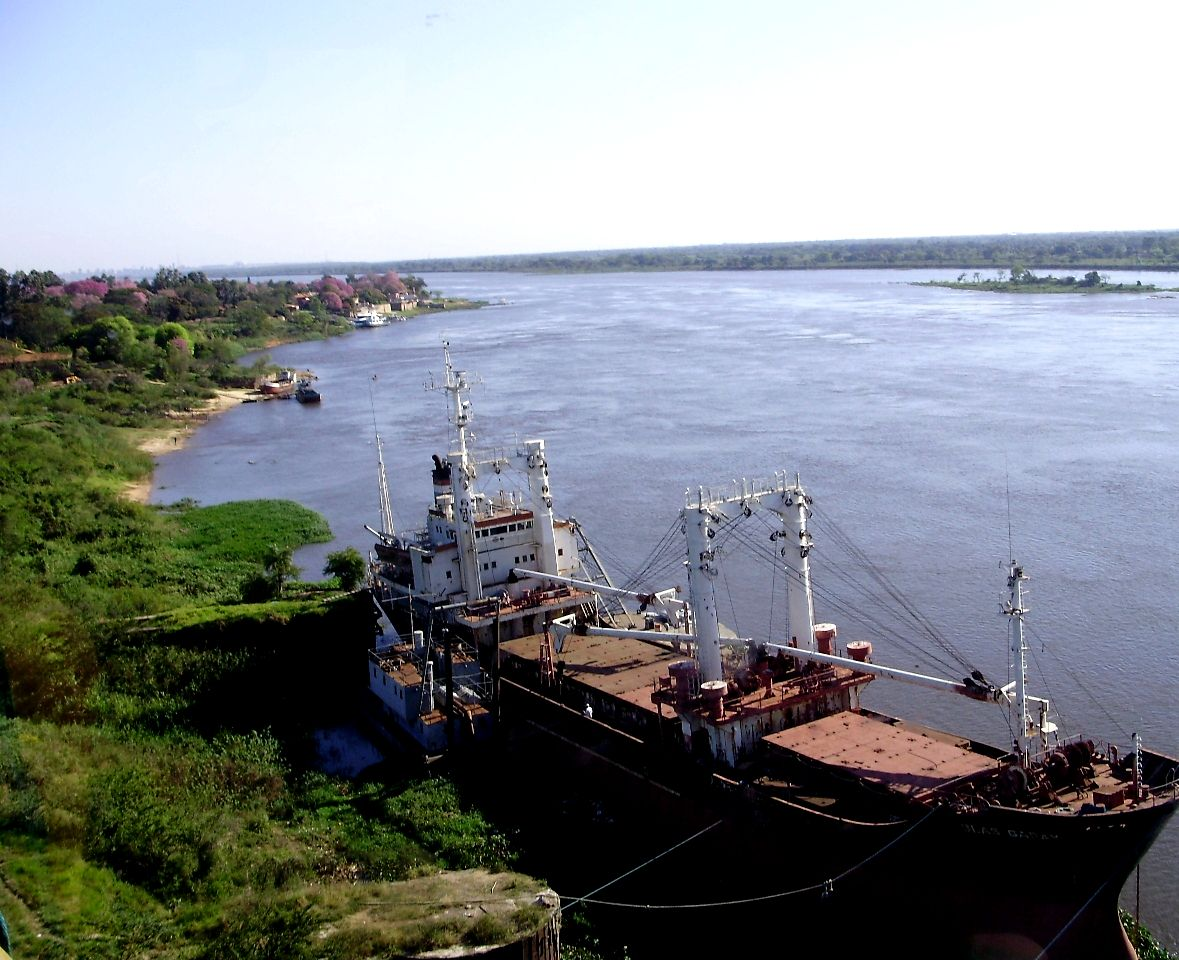
Poste d'accostage sur berge.

## Cours du Paraguay supérieur
Cette section s'étend au nord de Cáceres jusque Barra dos Bugres (au km 2620), sur 370 km. Il est navigable dans les premiers 30 km (confluent du rio Sepotuba), durant pratiquement toute l'année pour des embarcations de 1,80 m de tirant d'eau. Au-delà de ce point il est navigable uniquement en période de crue ou pour des petites embarcations.
Les conditions d'accès au port de Cáceres sont maintenues par des dragages systématiques, malgré la faible demande de charges de ce port. Cependant l'expansion récente de l'agriculture au nord de l'État du Mato Grosso et dans celui du Rondônia provoque une forte augmentation de la demande pour le transport fluvial, ce qui justifie les investissements consentis.

## Affluents
Ses principaux affluents dans le secteur du haut Paraguay sont le rio Jaurú, qui l'alimente par la droite. Celui-ci fut la frontière entre le Brésil et la vice-royauté du Río de la Plata, et fut revendiqué comme frontière par l'état paraguayen jusqu'en 1870.
Vers la latitude de 17° 58′ Sud, le Paraguay reçoit du côté gauche le rio Cuiabá, abondante rivière navigable qui arrose la métropole de Cuiabá.
À 63 kilomètres en aval de Corumbá, il reçoit, toujours de gauche, le rio Taquari, venu de l'est, des confins de l'État de Goiás, aux environs de la petite ville de Coxim.
Peu après, toujours en rive gauche, c'est le rio Miranda (ou Mbotetey), fort abondant lui aussi, qui lui apporte ses eaux.
Vers le parallèle 19° 57′ sud, il reçoit à droite les eaux du río Bambural (ou Tucava). Juste au 20e parallèle il forme un coude prononcé appelé Bahía Negra, puis après la ville paraguayenne de Fuerte Olimpo il reçoit à gauche les eaux du rio Aquidabã et celles du rio Branco.
À la limite de son cours moyen, il reçoit à gauche le río Apa constituant depuis 1870 l'actuelle frontière paraguayo-brésilienne. À partir de là, c'est le Paraguay moyen. Il reçoit depuis le Gran Chaco les eaux du río Verde (connu aussi sous le nom de « Yavavery » ou « Fogones »). À la hauteur du Tropique du Capricorne le Paraguay atteint l'ancienne ville de Concepción qui se trouve immédiatement au nord du confluent (à droite) du río Ypané.
Face aux villes d'Asuncion (capitale du Paraguay) et de Clorinda (Argentine) il reçoit à droite l'important río Pilcomayo qui, venu de Bolivie, traverse tout le Gran Chaco en faisant la frontière entre l'Argentine et le Paraguay.
Il arrive ainsi dans son cours inférieur et passe face à la ville argentine de Formosa, capitale de la province de Formosa, puis il reçoit du côté gauche paraguayen le río Tebicuary. Enfin, face à la ville de Pilar, il reçoit un de ses plus gros affluents, le río Bermejo (rd), venu des Andes du nord-ouest argentin et de Bolivie, qui lui apporte plus ou moins 410 mètres cubes par seconde et beaucoup de sédiments, lesquels sont responsables de la coloration brunâtre de ses eaux. Enfin il débouche dans le Paraná au lieu-dit Paso de la Patria.

## Débit

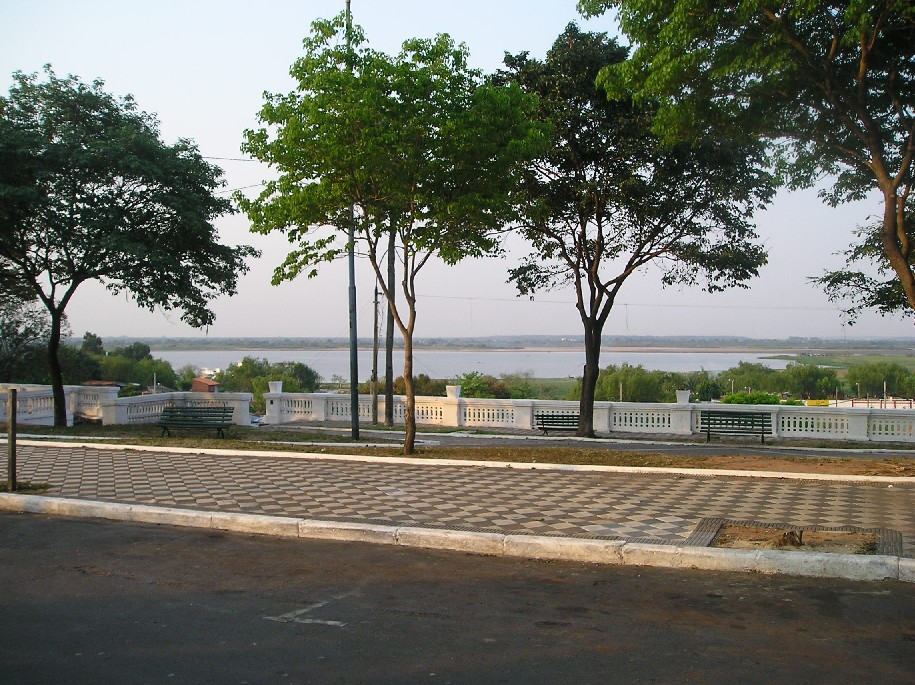
Asunción : vue sur le río Paraguay.

Sa très faible dénivellation (5 à 6 centimètres par kilomètre) et de nombreux méandres provoquent une extrême lenteur de son cours. Si bien que l'on a estimé qu'il faut près de 6 mois pour que l'eau coulant à Corumbá au Brésil atteigne le río de la Plata.
Son régime est assez régulier, avec un débit moyen de 4 300 m3/s en fin de parcours. Il est donc un des grands contributeurs au débit du río de la Plata.
En mai 2019, des pluies intenses provoquent une crue exceptionnelle du rio Paraguay et le déplacement de 70 000 familles. Les crues affectent surtout les populations les plus pauvres.

### Les débits mensuels à Porto Murtinho
Le débit de la rivière a été observé pendant 20 ans (1964-1983) à Porto Murtinho, localité brésilienne du Mato Grosso do Sul située peu en amont de l'endroit où elle quitte le territoire de ce pays pour pénétrer au Paraguay.
À Porto Murtinho, le débit annuel moyen ou module observé sur cette période était de 2 299 m3/s pour une surface étudiée de 510 665 km2, soit un peu moins de la moitié de la totalité du bassin versant de la rivière.
Tant dans son cours supérieur que dans son cours moyen (traversée du Pantanal), la saison des pluies va de décembre à mai ; le niveau d'eau du Pantanal monte alors de plus de trois mètres. Par contre, la crue du río Paraguay à Porto Murtinho est maximale de mai à août, et se produit donc avec 4 à 5 mois de retard. En fait, l'eau stagne d'abord dans l'immense cuvette du Pantanal et le niveau de ce dernier monte lentement. Puis une fois atteinte la contenance maximale, les importantes masses d'eau stockées dans le Pantanal commencent à s'évacuer vers l'aval, mais lentement, car la déclivité est très faible.

## Exploitation
À la différence de beaucoup d'autres grands fleuves du Paraná, aucune centrale hydroélectrique n'a été construite sur le río Paraguay. Cela a permis de préserver sa navigabilité sur l'ensemble de son cours, ce qui en fait la seconde voie fluviale du continent américain, en longueur, après l'Amazone. C'est une importante voie de transport maritime et un couloir commercial qui assure un lien fondamental entre l'océan Atlantique et les nations sans littoral que sont le Paraguay et la Bolivie, ainsi que pour des grandes villes comme Asunción et Concepción, au Paraguay, et Formosa, en Argentine.

### Les ports fluviaux du río Paraguay
| Ville portuaire         | Distance depuis le confluent (km) | Distance depuis Buenos Aires (km) | Remarques                 |
| ----------------------- | --------------------------------- | --------------------------------- | ------------------------- |
| Formosa (Argentine)     | 207                               | 1 447                             |                           |
| Pilcomayo (Argentine)   | 374                               | 1 614                             |                           |
| Murtinho (Brésil)       | 992                               | 2 232                             | port sur berge de rivière |
| Esperanza               | 1 389                             | 2 629                             | 9 amarreurs fixes         |
| Manga                   | 1 458                             | 2 698                             | 164 m de quai             |
| Ladario                 | 1 525                             | 2 765                             | 4 amarreurs fixes         |
| Corumbá                 | 1 530                             | 2 770                             | 200 m de quai             |
| Puerto Suárez (Bolivie) | 1 532                             | 2 772                             |                           |
| Cáceres                 | 2 250                             | 3 490                             | 4 amarreurs fixes         |

## Galerie

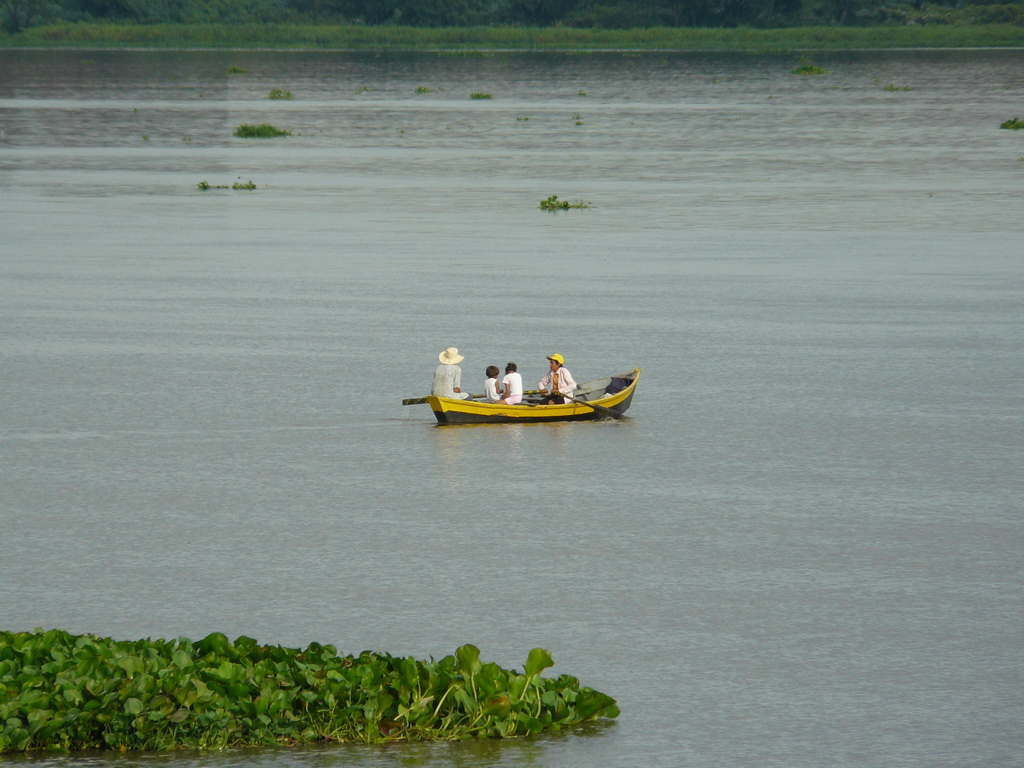
Le río Paraguay à son passage par Mariano Roque Alonso.
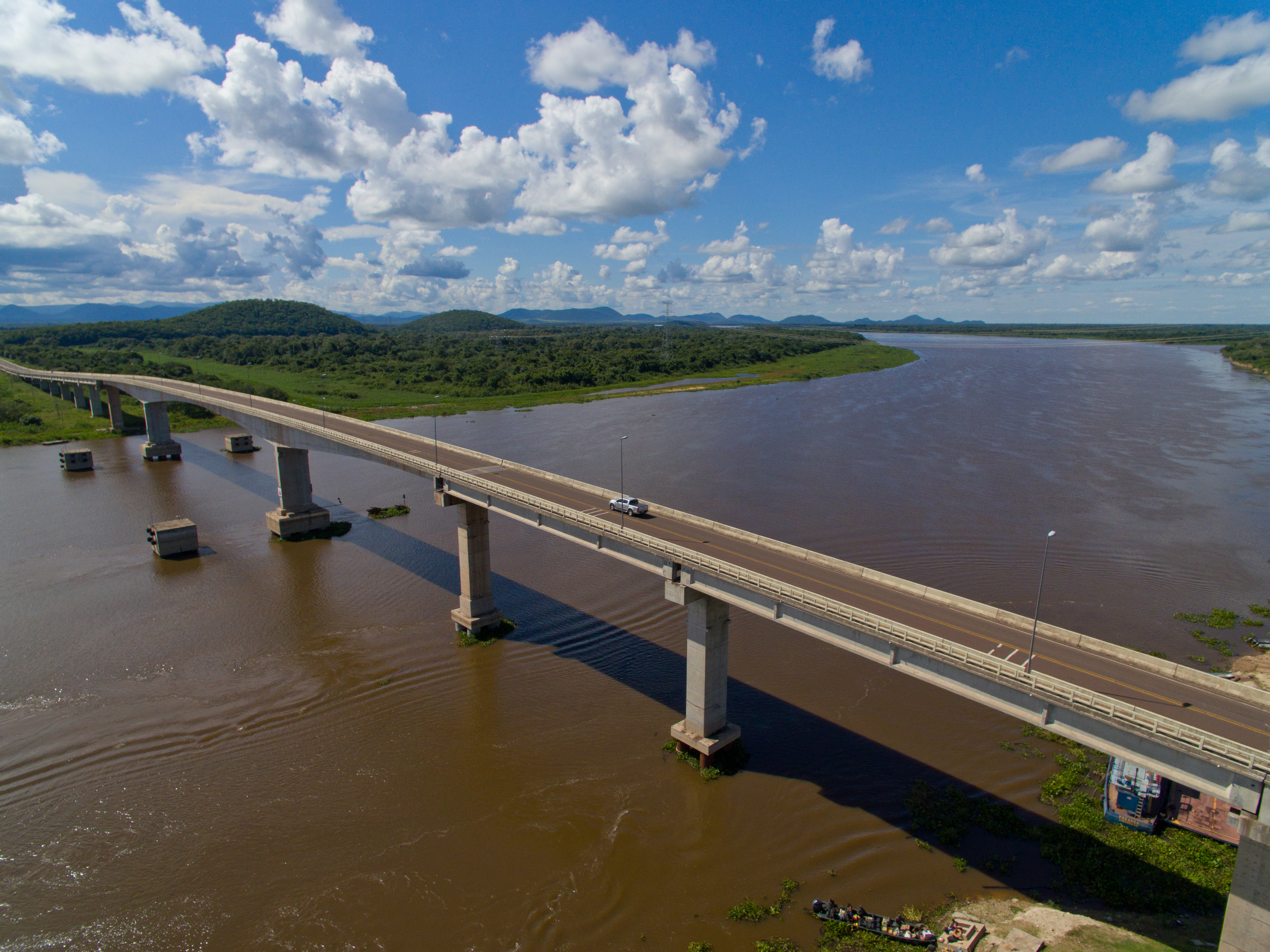
Pont Manoel de Barros à Corumbá au Brésil.
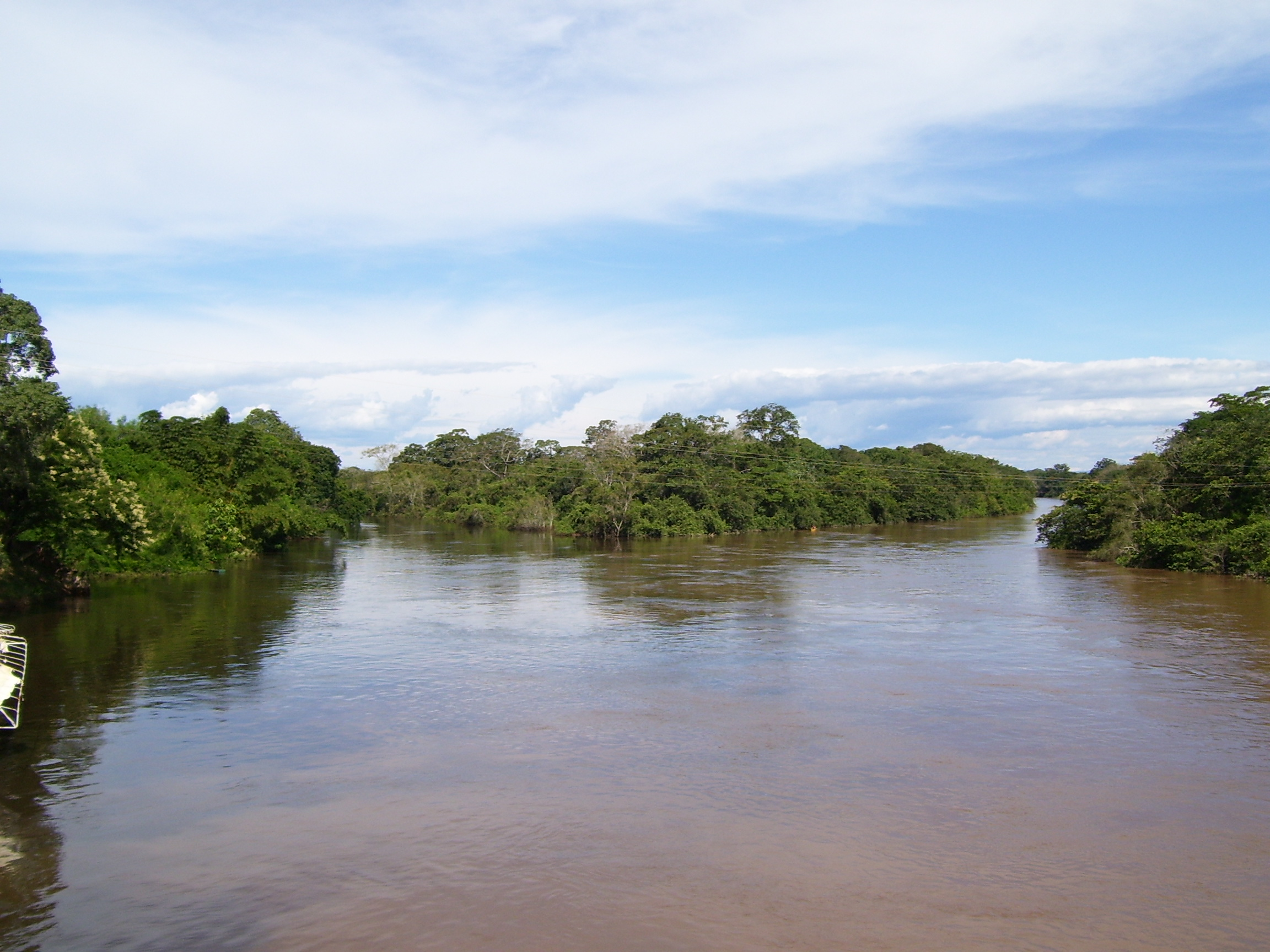
Confluent du río Bugres et du río Paraguay.

## Pêche
Dans le río Paraguay et ses affluents, la pêche, durant les mois où elle est permise, est abondante : le pintado ou surubi, le pacu et le bagre ou poisson-chat y abondent.
Il faut dire que les piranhas y abondent aussi, et qu'enfin des milliers de caïmans (Caiman yacare et Caïman à museau large), longs parfois de 2,40 mètres, règnent à la surface des eaux.